# Bentonia
Bentonia è una città (town) degli Stati Uniti d'America, situata nella contea di Yazoo, nello Stato del Mississippi.